# Klingnau
Klingnau (toponimo tedesco) è un comune svizzero di 3 480 abitanti del Canton Argovia, nel distretto di Zurzach; ha lo status di città.

## Monumenti e luoghi d'interesse

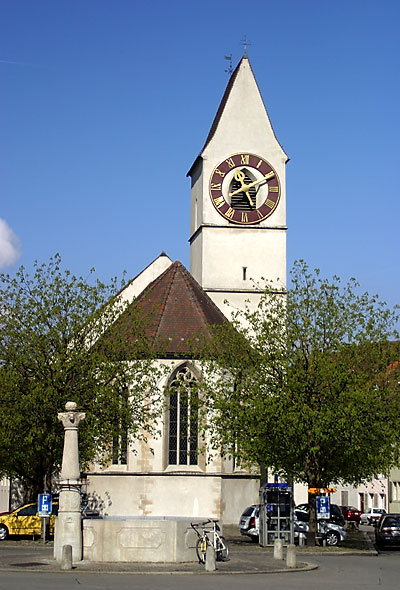
La chiesa cattolica di Santa Caterina

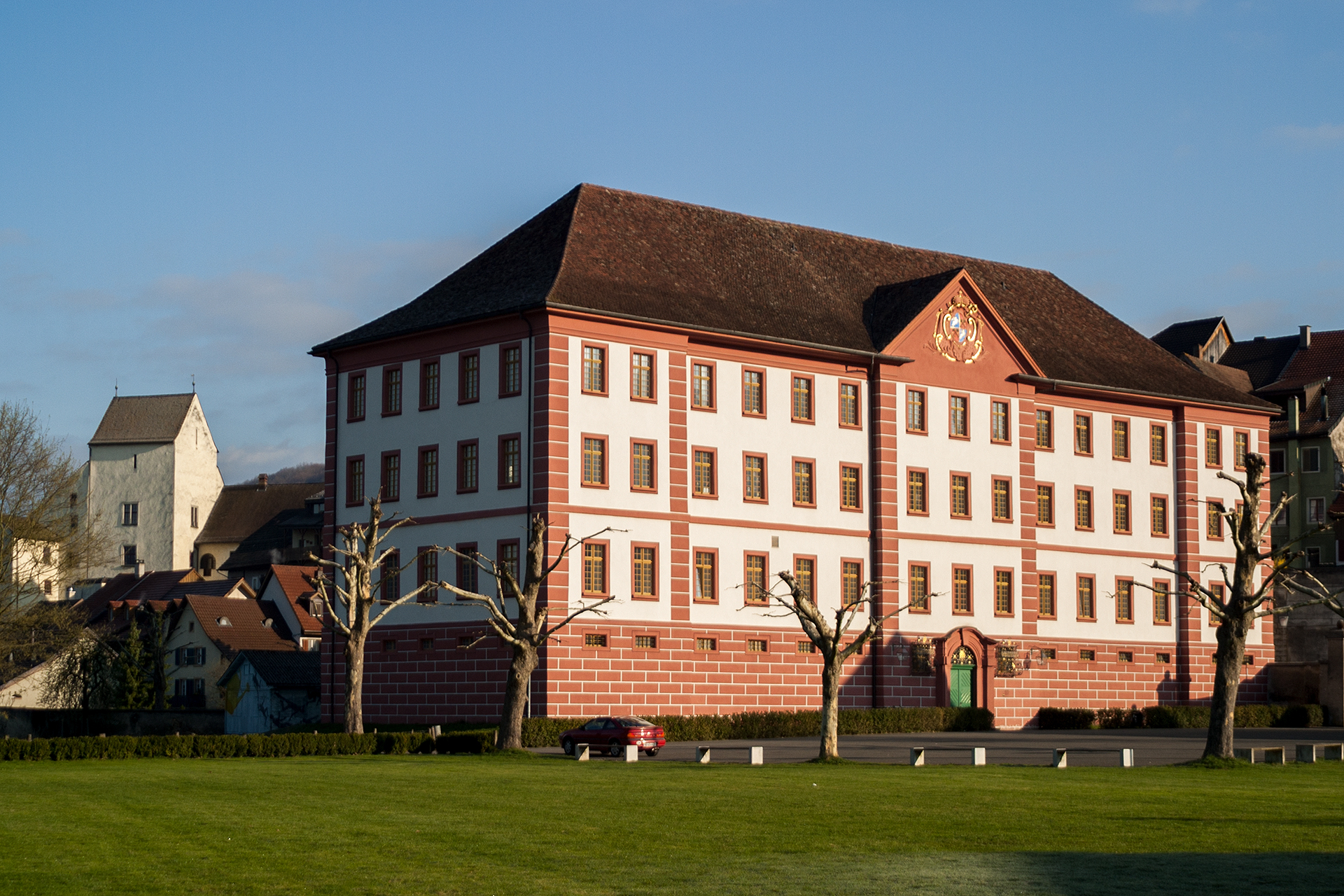
L'ex prepositura del convento di Sankt Blasien

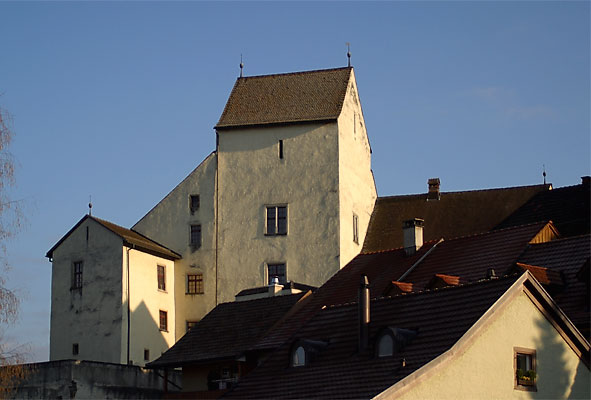
Il castello di Klingnau

- Chiesa cattolica di Santa Caterina, eretta nel 1491[1];
- Cappella cattolica di Loreto in località Achenberg, eretta nel 1660-1662[1];
- Ex prepositura del convento di Sankt Blasien, eretta nel 1250 e ricostruita nel 1746-1753 da Giovanni Gaspare Bagnato[1];
- Chiesa riformata, eretta nel 1935[1];
- Castello di Klingnau, eretto nel 1240 e ampliato nel XIV secolo[1].

## Società

### Evoluzione demografica
L'evoluzione demografica è riportata nella seguente tabella:
Abitanti censiti

## Infrastrutture e trasporti
Klingnau è servito dall'omonima stazione sulla ferrovia Turgi-Koblenz-Waldshut.

## Amministrazione
Ogni famiglia originaria del luogo fa parte del cosiddetto comune patriziale e ha la responsabilità della manutenzione di ogni bene ricadente all'interno dei confini del comune.